# Ка-10
Ка-10 (по кодификации НАТО: Hat — «Шляпа») — вертолёт Ка-10, является развитием вертолёта Ка-8. Был создан в 1948 году и имел двигатель Ивченко АИ-4Г (АИ-4В) мощностью 41 кВт (55 л. с.). Первый полёт Ка-10 был совершён 30 августа 1949 года.

## Лётно-технические характеристики
Источник данных: 

Технические характеристики
- Экипаж: 1 чел.
- Грузоподъёмность: 131 кг
- Длина: 3,90 м
- Диаметр несущего винта: 5,80 м
- Высота: 2,50 м
- Масса пустого: 239 кг
- Нормальная взлётная масса: 370 кг
- Силовая установка: 1 × ПД АИ-4Г (АИ-4В)
- Мощность двигателей: 1 × 55 л. с.

Лётные характеристики
- Максимальная скорость: 115 км/ч
- Практическая дальность: 142 км
- Практический потолок: 2500 м
- Статический потолок: 3000 м
- Динамический потолок: 2500 м[1]